# جیانپیرو پیوانی
جیانپیرو پیوانی (انگلیسی: Gianpiero Piovani؛ زادهٔ ۱۲ ژوئن ۱۹۶۸) بازیکن فوتبال اهل ایتالیا است.
از باشگاه‌هایی که در آن بازی کرده‌است می‌توان به باشگاه فوتبال پارما، باشگاه فوتبال پیاچنزا، باشگاه فوتبال برشا، باشگاه فوتبال کالیاری، باشگاه فوتبال آ. ث. لومتزانه، و باشگاه فوتبال لیورنو اشاره کرد.
وی همچنین در تیم ملی فوتبال Padania national football team بازی کرده‌است.